# Hot Tuna (album)
1970 májusában jelent meg a Hot Tuna nevű együttes azonos című első albuma. A dalokat 1969 szeptemberében, a berkeleyi New Orleans House-ban vették fel. Az együttesnek ekkor három tagja volt: Jorma Kaukonen énekes-gitáros és Jack Casady basszusgitáros a Jefferson Airplane-ből, valamint Will Scarlett, aki néhány dalban szájharmonikán játszott. A Billboard listáján az album a 30. helyet érte el, ami egy kezdő együttestől kiváló teljesítmény volt akkoriban.
Míg a Hot Tuna később egy blues-rock együttessé vált, ezen az albumon kizárólag akusztikus hangszerelésű dalok hallhatóak. Kaukonen sajátos stílusú, ujjal pengetős gitárjátéka egyedi hangzást ad az albumnak, amit Jack Casady hibátlan, feltűnőségektől mentes basszusgitár-szólama egészít ki. Az összhatást néhány dalban szájharmonika színesíti. A dalok többsége Rev. Gary Davis és Jelly Roll Morton country blues stílusú műveinek feldolgozása, több dal valódi szerzője azonban ismeretlen.
Az RCA Records által 1996-ban megjelentetett Hot Tuna in a Can című box setben az album felújított változata öt új dallal jelent meg. Ezek közül a Keep Your Lamps Trimmed and Burning, a Candy Man és a Come Back Baby az együttes második albumán, elektromos hangszerelésben is megjelent.
A Hot Tuna nem tipikus koncertalbum, mivel gyakran tisztán hallható a közönség és a felvételi személyzet beszélgetése, vagy valami más háttérzaj. Ez sokat tesz a valódi koncerthangulat átadásáért, csakúgy, mint az Uncle Sam Blues közben összetörő söröskorsó hangja. Emiatt az albumot sokan csak a „pohártörős” albumnak hívják.

## Az album dalai

### Első oldal
1. Hesitation Blues (tradicionális, Jorma Kaukonen és Jack Casady feldolgozása) – 5:06
2. How Long Blues (Leroy Carr) – 3:58
3. Uncle Sam Blues (tradicionális, Jorma Kaukonen és Jack Casady feldolgozása) – 4:56
4. Don’t You Leave Me Here (Jelly Roll Morton) – 3:01
5. Death Don’t Have No Mercy (Rev. Gary Davis) – 6:14

### Második oldal
1. Know You Rider (tradicionális, Jorma Kaukonen és Jack Casady feldolgozása) – 4:07
2. Oh Lord, Search My Heart (Rev. Gary Davis) – 3:52
3. Winin’ Boy Blues (Jelly Roll Morton) – 5:31
4. New Song (For the Morning) (Jorma Kaukonen) – 5:03
5. Mann’s Fate (Jorma Kaukonen) – 5:26

### Bónuszdalok a CD-n
1. Keep Your Lamps Trimmed and Burning (Rev. Gary Davis) – 3:48
2. Candy Man (Rev. Gary Davis) – 3:35
3. True Religion (tradicionális, Jorma Kaukonen és Jack Casady feldolgozása) – 5:23
4. Belly Shadow (Jorma Kaukonen) – 2:59
5. Come Back Baby (Lightnin’ Hopkins) – 6:07

## Közreműködők
- Jorma Kaukonen – ének, akusztikus gitár
- Jack Casady – basszusgitár
- Will Scarlett – szájharmonika

### Produkció
- Allen Zentz – hangmérnök
- Pat Ieraci – „a gépek mestere” (hangmérnök-asszisztens)
- Margareta Kaukonen – festmény a borítón
- Mike Frankel – fényképek
- Gut – művészeti vezető
- Al Schmitt – producer

## Külső hivatkozások
- Diszkográfia a Hot Tuna hivatalos honlapján